# Baetodes pallidus
Baetodes pallidus är en dagsländeart som beskrevs av Cohen och Allen 1972. Baetodes pallidus ingår i släktet Baetodes och familjen ådagsländor. Inga underarter finns listade i Catalogue of Life.